# América y Apolo
América y Apolo ópera calificada de drama lírico-heroico. El autor del libreto es Manuel de Zequeira. Se desconoce el nombre del autor de la música. Algunos investigadores consideran que pudo ser Juan de la Peña, violinista y director de orquesta del Principal.

## Argumento
Acto Único 
Al inicio de la obra se observa a América sentada sobre una peña a la orilla del mar, en actitud melancólica, con una mano en la mejilla, y sosteniendo en la otra el arco, negligentemente mientras a sus pies se ven el penacho y la aljaba, y arrimada a la playa se distingue una embarcación desmantelada. El coro lamenta que la América llore la gloria marchita de sus hijos. América se lamenta que el comercio y la agricultura sufran por efectos de la guerra. Apolo aparece en su carro acompañado de nifas y le anuncia que Manuel Godoy, Príncipe de la Paz, ha sido nombrado Gran Almirante de España y gracias a su intervención los buques españoles transitan libremente. El coro festeja la noticia del nombramiento anunciado.

## Fuente
- "Diccionario Enciclopédico de la Música en Cuba". Instituto Cubano del Libro. Editorial Letras Cubanas, 2009.

- Datos: Q16483087